# Mentă
Menta  este un gen de aproximativ 25-30 specii de plante (aromatice și unele medicinale)din familia Lamiaceae, răspândite la nivel mondial, șapte în Australia, una în America de Nord și celelalte în Europa și Asia. Face parte dintr-o familie extinsă, alături de alte plante aromatice precum cimbrul, cimbrișorul, măghiranul, salvia și levănțica.

## Denumiri populare
Borsnită, broastil, brosnită, camfor, diană, ferent, ghiazmă, giugiumă, ghintă, iarbă creață, iarbă neagră, iasmă, izmă, izmă bătrânească, izmă bună, izmă creață, izmă de gradină, izmă de leac, izmă de leș, menta broaștei, mentă creață, mintă, mintă moldovenească, mintă de gradină, mintă neagră, nina de camfor, nintă, nintă rece, piperiță, voieștniță. 

## Proprietăți terapeutice
Speciile de mentă care se folosesc în vindecare nu cresc spontan, majoritatea speciilor sălbatice nu au calitățile medicinale ale așa-numitei "mente bune". Prin "mentă bună" se înțelege, de fapt, o serie de trei specii de mentă (care la rândul lor au sute de varietăți). Acestea sunt menta de apa (Mentha aquatica), menta dulce (Mentha viridis sau Mentha spicata) și hibridul primelor două: menta pipărată (Mentha piperita) care este cea mai folosită specie în prezent. În aceeași categorie amintim și menta creață (Mentha crispa), menta franțuzească (Mentha pulegium). Toate speciile de mentă sunt foarte aromate.
În general, Mentha piperita poate substitui orice tip de mentă, dar nu și invers. Ea are un gust puternic și mentolat, mai puternic la planta proaspătă decât la cea uscată.
Ceaiul de mentă are efect calmant și stimulează digestia.
In cosmetica se spune ca menta reduce porii, vindeca acneea prin actiunea ei antiinflamatoare si diminueaza excesul de sebum.

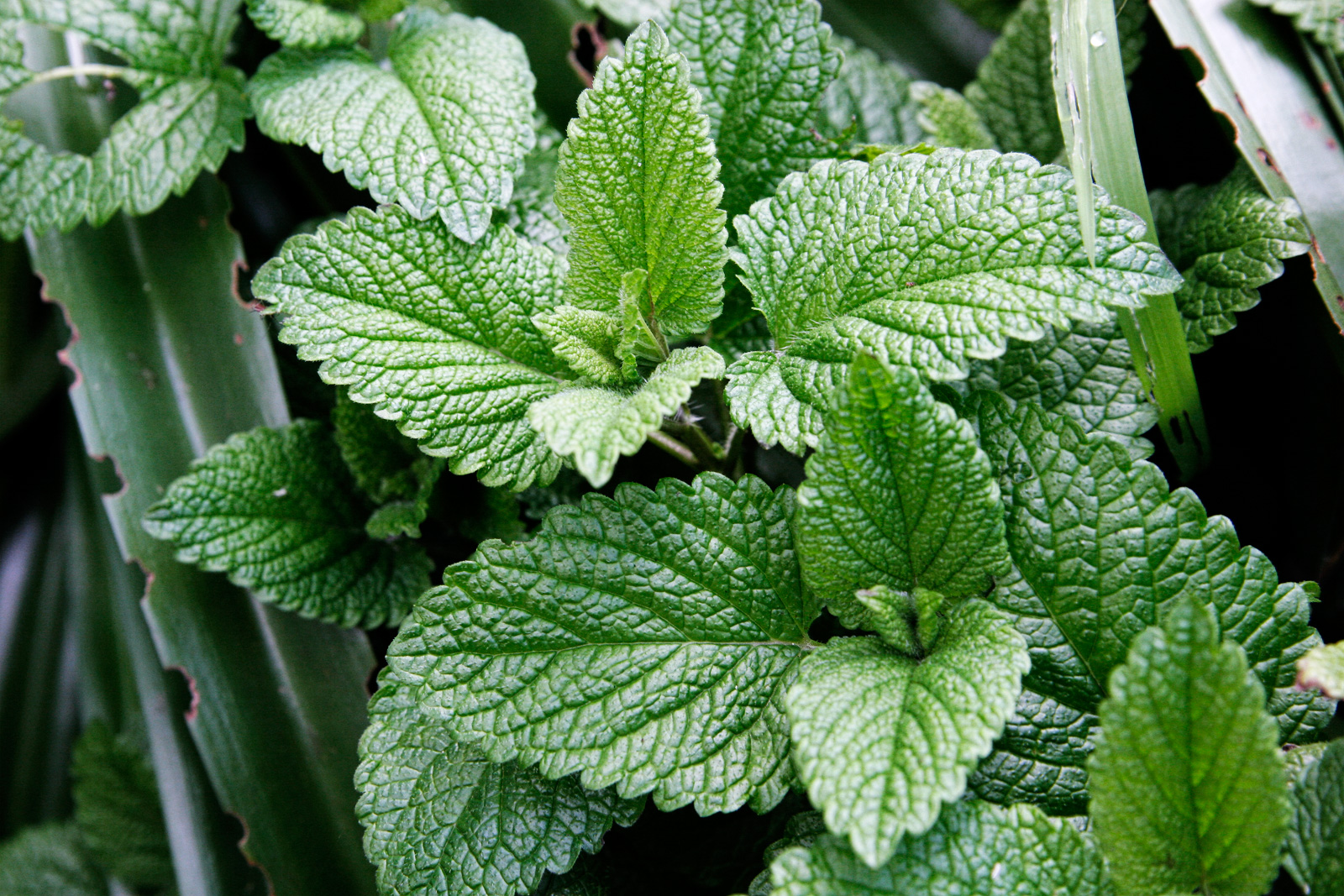
Frunze de mentă
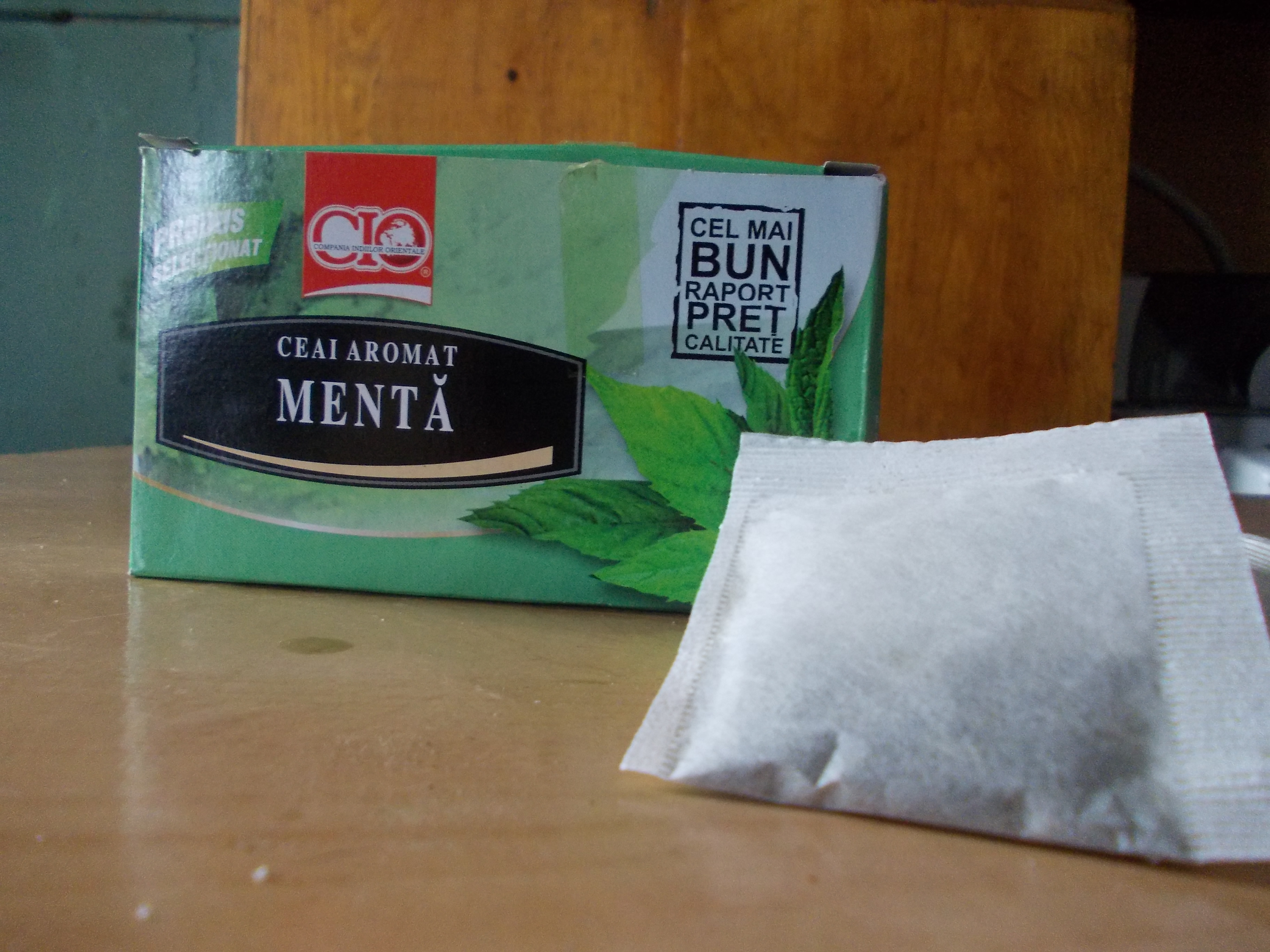
Plicuri conținând mentă pentru prepararea ceaiurilor

## Specii
- Mentha aquatica
- Mentha arvensis
- Mentha arvensis var. sachalinensis"
- Mentha asiatica
- Mentha australis
- Mentha canadensis (syn. M. arvensis var. canadensis)
- Mentha cervina
- Mentha citrata (syn. M. odorata)
- Mentha crispata
- Mentha cunninghamii
- Mentha dahurica
- Mentha diemenica
- Mentha gattefossei
- Mentha grandiflora
- Mentha haplocalyx
- Mentha japonica
- Mentha kopetdaghensis
- Mentha laxiflora
- Mentha longifolia
- Mentha pulegium
- Mentha requienii
- Mentha sachalinensis
- Mentha satureioides
- Mentha spicata (syn. M. viridis)
- Mentha suaveolens (syn. M. rotundifolia)
- Mentha vagans